# مادلين غاردينر
مادلين غاردينر هي لاعبة جمباز فني كندية، ولدت في 27 يناير 1995 في أونتاريو في كندا.